# Lockheed X-17
Lockheed X-17 byla třístupňová raketa na tuhá paliva, kterou používalo USAF a US Navy. Posloužila k získání dat o aerotermodynamice, které byly potřeba pro návrh návratových částí balistických raket Atlas a Titan. Oblast výzkumu byla zaměřena na rychlosti Mach 15 a kde reynoldsovo číslo bylo až 24 milionů. S pomocí X-17 byly získány první realistické údaje o přenosu tepla při vysokých nadzvukových rychlostech. Dále získaly užitečné data o hypersonickém proudění kolem různých tvarů tupých těles a v oblasti přechodu laminárního proudění do turbulentního. Rakety X-17 byly po modifikaci, použity pro operaci Argus v oblasti jižního Atlantiku roku 1958.

## Raketa X-17
Raketa X-17 měla tři stupně. První stupeň byl poháněn motorem Thiokol XM20 Sergant. Měl čtyři stabilizační plochy. Připevňovaly se k němu další dva stabilizační motorky pro stabilizaci rotací.  První stupeň dosahoval apogea ve výšce přibližně 150 km nad zemí. Kdy docházelo k otočení směru letu rakety. K oddělení prvního stupně a následnému zážehu druhého stupně docházelo ve výšce 21–27 km. Po druhém stupni byl aktivován poslední stupeň rakety. Tím mohlo být dosaženo rychlosti až Mach 14,5. Pro snazší sledování byla raketa vybavena majákem AN/DPN-19.

## Parametry X-17
Data dle Designation Systems
- Délka: 12,33 m
- Rozpětí: 21,31 m
- Průměr prvního stupně: 0,79 m
- Průměr druhého stupně: 0,43 m
- Průměr třetího stupně: 0,247 m
- Hmotnost: 5400 kg
- Pohonná jednotka prvního stupně: Thiokol XM20 Sergeant o tahu 213 kN po 28 s
- Pohonná jednotka druhého stupně: 3× Thiokol XM19 Recruit, každý o tahu 150 kN  1,53 s
- Pohonná jednotka třetího stupně: Thiokol XM19E1 Recruit o tahu 160 kN po 1,53 s
- Dostup:
  - 150 km
  - 480 km při použití všech stupňů pro výstup
- Rychlost: Mach 14,5